# Body Talk (album de Robyn)
Pour les articles homonymes, voir Body Talk.
Albums de Robyn
Body Talk Pt. 2
(2010)
Singles
1. Indestructible
Sortie : 1er novembre 2010
2. Call Your Girlfriend
Sortie : 1er avril 2011

Body Talk est le septième album studio de la chanteuse suédoise Robyn. Il est sorti le 22 novembre 2010 sous le label Konichiwa Records et a été distribué aux États-Unis par Interscope Records.
Début 2010, Robyn a annoncé vouloir sortir trois mini-albums dans l'année. La série des « Body Talk » a débuté avec Body Talk Pt. 1 et a continué avec Body Talk Pt. 2, mais Body Talk Pt. 3 n'est sorti que dans certains pays. C'est finalement Body Talk, compilation partielle des trois opus, qui est sortie.

## Liste des pistes
| 1  | Dancing on My Own (radio version)       | 4:39 |
| 2  | Fembot                                  | 3:35 |
| 3  | Don't Fucking Tell Me What to Do        | 4:11 |
| 4  | Indestructible                          | 3:40 |
| 5  | Time Machine                            | 3:36 |
| 6  | Love Kills                              | 4:22 |
| 7  | Hang With Me                            | 4:21 |
| 8  | Call Your Girlfriend                    | 3:43 |
| 9  | None of Dem                             | 5:13 |
| 10 | We Dance to the Beat                    | 4:27 |
| 11 | U Should Know Better (feat. Snoop Dogg) | 4:01 |
| 12 | Dancehall Queen                         | 3:38 |
| 13 | Get Myself Together                     | 3:41 |
| 14 | In My Eyes                              | 3:58 |
| 15 | Stars 4-Ever                            | 3:59 |

## Anecdotes
La chanson "Dancing On My Own" est diffusée à la fin de l'épisode 7 de la saison 4 de Gossip Girl.